# Superfamiglia (tassonomia)
Nella classificazione scientifica delle forme viventi, una superfamiglia  è una categoria tassonomica del regno animale e vegetale che raggruppa più famiglie all'interno di uno stesso infraordine.